# 나데네어족
나데네어족(영어: Na-Dene languages)은 북아메리카에서 쓰이는 아메리카 원주민 언어 어족으로, 적어도 애서배스카어파, 이야크어, 틀링깃어가 포함된다. 애서배스카·이야크·틀링깃어족(영어: Athabaskan–Eyak–Tlingit languages)이라고도 한다. 과거에는 하이다어도 포함되는 것으로 생각했지만 오늘날 하이다어는 고립어로 여겨진다.
나데네어족과 중앙 시베리아의 예니세이어족을 하나로 묶은 데네예니세이어족 가설이 2008년에 발표되었고 일부 언어학자로부터 좋은 반응을 얻었다. 2014년에는 나데네어족과 예니세이어족 언어들은 모두 베링 육교에서 쓰였던 단일한 언어의 후손이라는 주장이 제기되었다.

## 이름의 유래
에드워드 사피어가 처음 나데네어족이라는 용어를 만들었을 때는 애서배스카어파, 틀링깃어, 하이다어를 합한 어족이라는 뜻이었다. 당시에 이야크어가 존재한다는 사실은 그에게 알려지지 않았다. 그의 논문 “The Na-Dene languages: A preliminary report”에서 사피어는 나데네어족이라는 이름을 붙인 경위를 설명한다.
 The name that I have chosen for the stock, Na-dene, may be justified by reference to no. 51 of the comparative vocabulary. Dene, in various dialectic forms, is a wide-spread Athabaskan term for "person, people"; the element *-ne (*-n, *-η) which forms part of it is an old stem for "person, people" which, as suffix or prefix, is frequently used in Athabaskan in that sense. It is cognate with H. na "to dwell; house" and Tl. na "people". The compound term Na-dene thus designates by means of native stems the speakers of the three languages concerned, besides continuing the use of the old term Dene for the Athabaskan branch of the stock.

 
내가 이 어족에 붙인 ‘나데네어족’이라는 이름은 비교어휘목록의 51번 항목에서 나온 것이다.  ‘데네’ 및 그 다양한 방언형은 애서배스카어에 널리 퍼진 단어로 “사람, 사람들”이라는 뜻이다. 그 일부분인 *-ne (*-n, *-η) 라는 요소는 “사람, 사람들”을 뜻하는 옛 어간이며, 같은 의미의 접미사 또는 접두사로 애서배스카어에서 널리 쓰인다. 이는 하이다어의 na “거주하다, 집” 및 틀링깃어의 na “사람들”과 동계어이다. 따라서 이를 합친 ‘나데네’는 토착 어간으로써 이 세 언어의 화자들을 지칭하고, 한편으로는 애서배스카를 가리키는 옛 용어인 ‘데네’를 계속해서 사용하는 의미가 있다.
 — Sapir (1915:558)

## 분류
나데네어족은 틀링깃어와 애서배스카·이야크어파라는 두 갈래로 나뉜다.
- 틀링깃어: 화자 700명
- 애서배스카·이야크어파
  - 이야크어: 2008년에 사멸
  - 애서배스카어파 (데네어파)
    - 북애서배스카어군
    - 태평양해안애서배스카어군
    - 남애서배스카어군 (아파치어군)

에드워드 사피어를 따라 하이다어가 나데네어족에 속한다고 보는 학자들은 하이다어가 독립된 갈래를 이루고 나머지 애서배스카·이야크·틀링깃어가 하나의 갈래를 이룬다고 본다. 애서배스카어파 (또는 데네어파)는 앨버타주, 브리티시컬럼비아주, 매니토바주, 노스웨스트 준주, 누나부트 준주, 서스캐처원주, 유콘 준주, 알래스카, 오리곤 일부, 캘리포니아 북부, 미국 남서부, 멕시코 북부에 이르기까지 폭넓게 분포하는 북미 원주민 언어들로 이루어져 있다. 애서배스카어파 서남부의 언어들은 남애서배스카어군 또는 아파치어군이라 불리며 나바호어와 아파치족의 모든 언어가 여기 속한다.
이야크어는 알래스카 중남부에서 쓰였으나 마지막 화자인 마리 스미스 존스가 2008년에 사망했다. 오늘날 가장 많이 쓰이는 나데네어족 언어는 단연 나바호어로서 애리조나, 뉴멕시코, 기타 미국 서남부 지역에서 쓰인다.

## 유형학적 특징
나데네어족 언어들은 공통적으로 시제와 서법 표지가 주어와 목적어 일치 표지 사이에서로 얽혀 있는 매우 복잡한 동사 접두사 체계를 지녔다. 나데네어족의 형태론적 특징은 동사 어근 바로 앞에 붙어 동사의 결합가를 높이거나 낮추는 접두사 계열이다. 이 접두사들은 전통적으로 “분류사”라 불리며 역사적으로 서로 다른 세 종류의 형태소에서 온 것인데, 다른 아메리카 원주민 어족에서는 찾아볼 수 없다.
나데네어족의 음운체계에는 설배음 (연구개음과 구개수음) 자음이 많고(여러 현대 애서배스카 언어에서는 각각 경구개음과 연구개음으로 전진했다), 대체로 양순 장애음이 없다 (*w로부터 /b/가 나온 경우는 제외). 애서배스카 언어에서는 과거 음절말의 성문음 자질로부터 성조가 발생한 경우가 많다. 이러한 성문음 자질은 종종 이야크어나 틀링깃어에 보존되어 있다. 나데네어족 언어들은 SOV형 어순이고 후치사를 사용하는 등 접미사를 주로 사용하는 언어의 언어유형학적 특징을 지녔지만 실제로는 접두사를 매우 활발하게 사용한다는 점에서 유형학적으로 특이하다.

## 다른 어족과의 관계
틀링깃어, 이야크어, 애스배스카어파가 같은 계통이라는 주장은 19세기 초에 처음 나왔지만 널리 인정받기까지는 오랜 시간이 걸렸다. 1894년 프란츠 보아스는 하이다어와 틀링깃어가 연관되어 있다고 주장했다. 그 뒤 에드워드 사피어는 1915년에 하이다어와 틀링깃어 모두 애서배스카 언어들과 같은 계통이라고 주장했다. 오늘날 라일 캠벨과 같은 언어학자들은 하이다어를 연결지을 근거가 부족하며 하이다어는 고립어라고 본다(Campbell 1997). 캠벨은 하이다어가 속하지 않음을 강조하기 위해 ‘나데네어족’이라는 이름 대신 ‘애서배스카·이야크·틀링깃어족’이라는 이름을 사용한다. 2010년 제프 리어는 애서배스카·이야크·틀링깃조어(PAET)에 대한 폭넓은 재구 자료를 발표하였다.

### 데네예니세이어족
2008년에 에드워드 바이다는 나데네어족이 시베리아의 예니세이어족과 연관되어 있을 가능성을 시사하는 증거를 발표했다. 오늘날 예니세이어족에서 살아남은 언어는 케트어가 유일하다.
오늘날의 비교 재구 방법론에 따른 핵심 증거는 동사 접두사의 대응 관계, 케트어 성조와 나데네어족 자음 사이의 체계적 대응 관계 등이다. 바이다의 논문은 마이클 크라우스, 제프 리어, 제임스 카리, 하인리히 베르너 등 여러 나데네어족과 예니세이어족 전문가들뿐만 아니라 버나드 콤리, 조애나 니콜스, 빅터 골라, 마이클 포티스큐, 에릭 햄프 등 저명한 언어학자 다수로부터 호평을 받았다. 바이다의 주장에 의하면 예니세이어족 자료와 비교해 봤을 때 하이다어는 애서배스카·이야크·틀링깃어족과 같은 계통이라고 볼 수 없다.

## 장애음 대응 관계
| 장애음 대응 관계          | 장애음 대응 관계 | 장애음 대응 관계 | 장애음 대응 관계 | 장애음 대응 관계 | 장애음 대응 관계 |
| PAET                      | PAE              | PA               | 이야크어         | 틀링깃어         | 틀링깃어         |
| PAET                      | PAE              | PA               | 이야크어         | 일반             | L-동화           |
| ------------------------- | ---------------- | ---------------- | ---------------- | ---------------- | ---------------- |
| d                         |                  |                  |                  |                  |                  |
| t                         |                  |                  |                  |                  |                  |
| tʼ                        |                  |                  |                  |                  |                  |
|                           |                  |                  |                  |                  |                  |
| tɬʼ                       | tɬʼ              | tɬʼ              | tɬʼ              | ɬʼ, tɬʼ          |                  |
| ɬ                         | ɬ                | ɬ~l              | ɬ                | ɬ                |                  |
|                           |                  |                  |                  |                  |                  |
| dʒ                        | dʒ               | dʒ               | dʒ               | dʒ               | ?                |
| tʃ                        | tʃ               | tʃ               | tʃ               | tʃ (ts)          | tɬ               |
| tʃʼ                       | tʃʼ              | tʃʼ              | tʃʼ              | sʼ, tʃʼ (tsʼ)    | tɬʼ              |
| ʃ                         | ʃ                | ʂ~ʐ              | ʃ (s)            | ʃ (s)            | ɬ                |
|                           |                  |                  |                  |                  |                  |
| ɡʲ                        | dz               | [dz], s~z        | dz               | ɡ                |                  |
| ts                        | ts               | ts               | ts               | ts               | tɬ               |
| kʲ                        | ts               | ts               | ts               | k, ʃ             |                  |
| tsʼ                       | tsʼ              | tsʼ              | tsʼ              | sʼ, tsʼ          | tɬʼ, ɬ           |
| kʲʼ                       | tsʼ              | tsʼ              | tsʼ              | kʼ               |                  |
| s                         | s                | s~z              | s                | s                | ʃ                |
| xʲ                        | s                | s~z              | s; ʃ             | x                |                  |
|                           |                  |                  |                  |                  |                  |
| ɡ                         | ɡ                | ɡʲ               | ɡ                | ɡ(ʷ)             |                  |
| ɡʷ                        | ɡʷ               | ɖʐ               | ɡʷ → ɡ           | ɡ(ʷ)             |                  |
| k                         | k                | kʲ               | k                | k(ʷ)             |                  |
| kʷ                        | kʷ               | ʈʂ               | kʷ → k           | k(ʷ)             |                  |
| kʼ                        | kʼ               | kʲʼ              | kʼ               | xʼ(ʷ), kʼ(ʷ)     |                  |
| kʷʼ                       | kʷʼ              | ʈʂʼ              | kʼʷ → kʼ         | xʼ(ʷ), kʼ(ʷ)     |                  |
| x                         | x                | xʲ~j             | x                | x                |                  |
| xʷ                        | xʷ               | ʂ~ʐ              | xʷ → x           | x                |                  |
|                           |                  |                  |                  |                  |                  |
| ɢ                         | ɢ                | ɢ                | ɢ                | ɢ(ʷ)             |                  |
| ɢʷ                        | ɢʷ               | ɢʷ → ɢ           | ɢ                | ɢ(ʷ)             |                  |
| q                         | q                | q                | q                | q(ʷ)             |                  |
| qʷ                        | qʷ               | qʷ → q           | q                | q(ʷ)             |                  |
| qʼ                        | qʼ               | qʼ               | qʼ               | χʼ(ʷ)            |                  |
| qʷʼ                       | qʷʼ              | qʷʼ → qʼ         | qʼ               | χʼ, qʼ(ʷ)        |                  |
| χ                         | χ                | χ~ʁ              | χ                | χ(ʷ)             |                  |
| χʷ                        | χʷ               | χʷ → χ~ʁ         | χʷ               | χ(ʷ)             |                  |
| 비체계적 장애음 대응 관계 |                  |                  |                  |                  |                  |
| sx                        | x                | xʲ~j             | x                | s                |                  |
| ʃx                        | x                | xʲ~j             | ʃ                | ʃ                |                  |
| $                         | x(ʷ) ?           | $ (ʃ~xʲ)         | xʷ → x; s        | χ                |                  |

참고:
1. PAET, PAE, PA는 각각 애서배스카·이야크·틀링깃조어, 애서배스카·이야크조어, 애서배스카조어를 뜻함.
2. 읽기 쉽도록 PAET, PAE, PA의 음소에는 별표를 치지 않았음.
3. Leer (2008, 2010)는 PAET에 파찰음 */dɮ/, */tɬ/, */dz/을 재구하지 않음. 그는 이들이 드물다는 점에서 예전의 자음군이 해소된 결과라고 설명할 수 있다 가정함.
4. 애서배스카어파와 이야크어에서, 치경 치찰음은 후치경 치찰음의 지소형인 경우가 있음. 거꾸로 틀링깃어에서 후치경 치찰음은 치경 치찰음의 지소형인 경우가 있음. 이러한 대응 관계는 괄호 안에 나타냄.

## 같이 보기
- 애서배스카어파
- 데네예니세이어족

## 참고 문헌
- Bengtson, J. D. (1994), “Edward Sapir and the 'Sino-Dene' Hypothesis”, 《Anthropological Science》 102 (3): 207–230, doi:10.1537/ase.102.207, ISSN 0918-7960, 2006년 11월 14일에 원본 문서에서 보존된 문서.
- Dürr, Michael & Renner, Egon (1995), 〈The history of the Na-Dene controversy: A sketch.〉,   Renner, Egon & Dürr, Michael, 《Language and Culture in North America: Studies in Honor of Heinz-Jürgen Pinnow》, Lincom Studies in Native American Linguistics 2, Munich: Lincom Europa, 3–18쪽, ISBN 978-3-89586-004-1.
- Enrico, John (2004), “Toward Proto–Na-Dene”, 《Anthropological Linguistics》 46 (3): 229–302, JSTOR 30028963.
- Goddard, Pliny E. (1920), “Has Tlingit a Genetic Relation to Athapascan?”, 《International Journal of American Linguistics》 1 (4): 266–279, JSTOR 1263201.
- Greenberg, J. H. (1987), 《Language in the Americas》, Stanford, CA: Stanford University Press, ISBN 978-0-8047-1315-3.
- Greenberg, J. H. & Ruhlen, Merritt (1992), “Linguistic Origins of Native Americans”, 《Scientific American》 267 (5): 94–99, doi:10.1038/scientificamerican1192-94.
- Hamp, Eric P. (1979), “Tongass Tlingit and Na-Dene”, 《Berkeley Linguistics Society》 5, 460–463쪽.
- Hymes, Dell (1956), “Na-Déné and Positional Analysis of Categories”, 《American Anthropologist》 58 (4): 624–628, JSTOR 666161.
- Hymes, Dell (1995), 〈Na-Dene ethnopoetics: A preliminary report: Haida and Tlingit〉,   Renner, Egon; Dürr, Michael, 《Language and Culture in North America: Studies in Honor of Heinz-Jürgen Pinnow》, Lincom Studies in Native American Linguistics 2, Munich: Lincom Europa, 265–311쪽, ISBN 978-3-89586-004-1.
- Kaye, Alan S. (1992), “Distant Genetic Relationship and Edward Sapir”, 《Semiotica》 91 (3/4): 273–300, doi:10.1515/semi.1992.91.3-4.273.
- Krauss, Michael E. (1964), “Proto-Athapaskan–Eyak and the problem of Na-Dene: The phonology”, 《International Journal of American Linguistics》 30 (2): 118–136, doi:10.1086/464766.
- Krauss, Michael E. (1965), “Proto-Athapaskan–Eyak and the problem of Na-Dene II: The morphology”, 《International Journal of American Linguistics》 31 (1): 18–28, doi:10.1086/464810.
- Krauss, Michael E. (1968), “Noun classification systems in Athapaskan, Eyak, Tlingit, and Haida verbs”, 《International Journal of American Linguistics》 34 (3): 194–203, doi:10.1086/465014.
- Krauss, Michael E. (1973), 〈Na-Dene〉,   Sebeok, Thomas A., 《Linguistics in North America》, Current Trends in Linguistics 10, The Hague: Mouton, 903–978쪽.
- Leer, Jeff (1979), 《Proto-Athabaskan verb stem variation, part one: Phonology》, Alaska Native Language Center Papers 1, Fairbanks, Alaska: Alaska Native Language Center.
- Leer, Jeff (1989), 〈Directional systems in Athapaskan and Na-Dene〉,   Cook, Eung-Do; Rice, Keren, 《Athapaskan linguistics: Current perspectives on a language family》, Trends in linguistics: State of the art reports 15, Berlin: Mouton de Gruyter, 575–622쪽, ISBN 978-0-89925-282-7.
- Leer, Jeff (2010),  Kari, James; Potter, Ben, 편집., “The Dene–Yeniseian Connection”, 《Anthropological Papers of the University of Alaska》, 5 (new series): 33–99, 168–193
- Leer, Jeff; Hitch, Doug & Ritter, John (2001), 《Interior Tlingit noun dictionary: The dialects spoken by Tlingit elders of Carcross and Teslin, Yukon, and Atlin, British Columbia》, Whitehorse, Yukon Territory: Yukon Native Language Centre, ISBN 978-1-55242-227-4.
- Levine, Robert D. (1979), “Haida and Na-Dene: A new look at the evidence”, 《International Journal of American Linguistics》 45 (2): 157–170, doi:10.1086/465587.
- Manaster Ramer, A. (1996), “Sapir's Classifications: Haida and the Other Na-Dene Languages”, 《Anthropological Linguistics》 38 (2): 179–216, JSTOR 30028930.
- Pinnow, Heinz-Jürgen (1962), “Two problems of the historical phonology of Na-Dene languages”, 《International Journal of American Linguistics》 28: 162–166.
- Pinnow, Heinz-Jürgen (1964), “On the historical position of Tlingit”, 《International Journal of American Linguistics》 30 (2): 155–164, doi:10.1086/464770.
- Pinnow, Heinz-Jürgen (1966), 《Grundzüge einer historischen Lautlehre des Tlingit》 (독일어), Wiesbaden: Otto Harrassowitz.
- Pinnow, Heinz-Jürgen (1968a), “Genetic relationships versus borrowing in Na-Dene”, 《International Journal of American Linguistics》 34 (3): 194–203, doi:10.1086/465015.
- Pinnow, Heinz-Jürgen (1968b), “Sprachhistorische Studien zur Verbstammvariation im Tlingit”, 《Orbis》 (독일어) 17: 509–531. 틀:De-icon
- Pinnow, Heinz-Jürgen (1970), “Notes on the classifiers in the Na-Dene languages”, 《International Journal of American Linguistics》 36 (1): 63–67, doi:10.1086/465094.
- Pinnow, Heinz-Jürgen (1976), 《Geschichte der Na-Dene-Forschung》, Indiana Beihefte (독일어) 5, Berlin: Mann, ISBN 978-3-7861-3027-7.
- Pinnow, Heinz-Jürgen (1985), 《Das Haida als Na-Dene Sprache》, Abhandlungen der völkerkundlichen Arbeitsgemeinschaft (독일어), 43–46, Nortorf, Germany: Völkerkundliche Arbeitsgemeinschaft.
- Pinnow, Heinz-Jürgen (2006a), 《Die Na-Dene-Sprachen im Lichte der Greenberg-Klassifikation》 [The Na-Déné Languages in Light of Greenberg's Classification] (독일어) 2 revis판, Bredstedt: Druckerei Lempfert.
- Pinnow, Heinz-Jürgen (2006b), “Sprachhistorische Untersuchung zur Stellung des Haida als Na-Dene-Sprache”, 《Unveränderte Neuausgabe aus INDIANA 10, Gedenkschrift Gerdt Kutscher. Teil 2 Berlin 1985. Mit einem Anhang: Die Na-Dene-Sprachen im Verhältnis zum Tibeto-Chinesischen》 (Bredstedt: Druckerei Lempfert).
- Rubicz, R.; Melvin, K. L.; Crawford, M. H. (2002), “Genetic Evidence for the phylogenetic relationship between Na-Dene and Yeniseian speakers”, 《Human Biology》 74 (6): 743–761, doi:10.1353/hub.2003.0011.
- Ruhlen, Merritt (1994a), 《The Origin of Language: Tracing the Evolution of the Mother Tongue》, New York: John Wiley & Sons, ISBN 978-0-471-58426-1.
- Ruhlen, Merritt (1998), “The Origin of the Na-Dene”, 《PNAS》 95 (23): 13994–13996, doi:10.1073/pnas.95.23.13994, PMC 25007, PMID 9811914.
- Sapir, Edward (1915), “The Na-Dene languages: A preliminary report”, 《American Anthropologist》 17 (3): 534–558, JSTOR 660504.
- Thompson, Chad (1996), “The Na-Dene middle voice: An impersonal source of the D-element”, 《International Journal of American Linguistics》 62 (4): 351–378, doi:10.1086/466304.
- Vajda, Edward (2010),  Kari, James; Potter, Ben, 편집., “The Dene–Yeniseian Connection”, 《Anthropological Papers of the University of Alaska》, 5 (new series): 33–99.